# 黃雍哲
黃雍哲：黃氏兄弟的哥哥，2017年與瑋瑋黃挺瑋共同創立黃氏兄弟YouTube 頻道